# إلمام رقمي

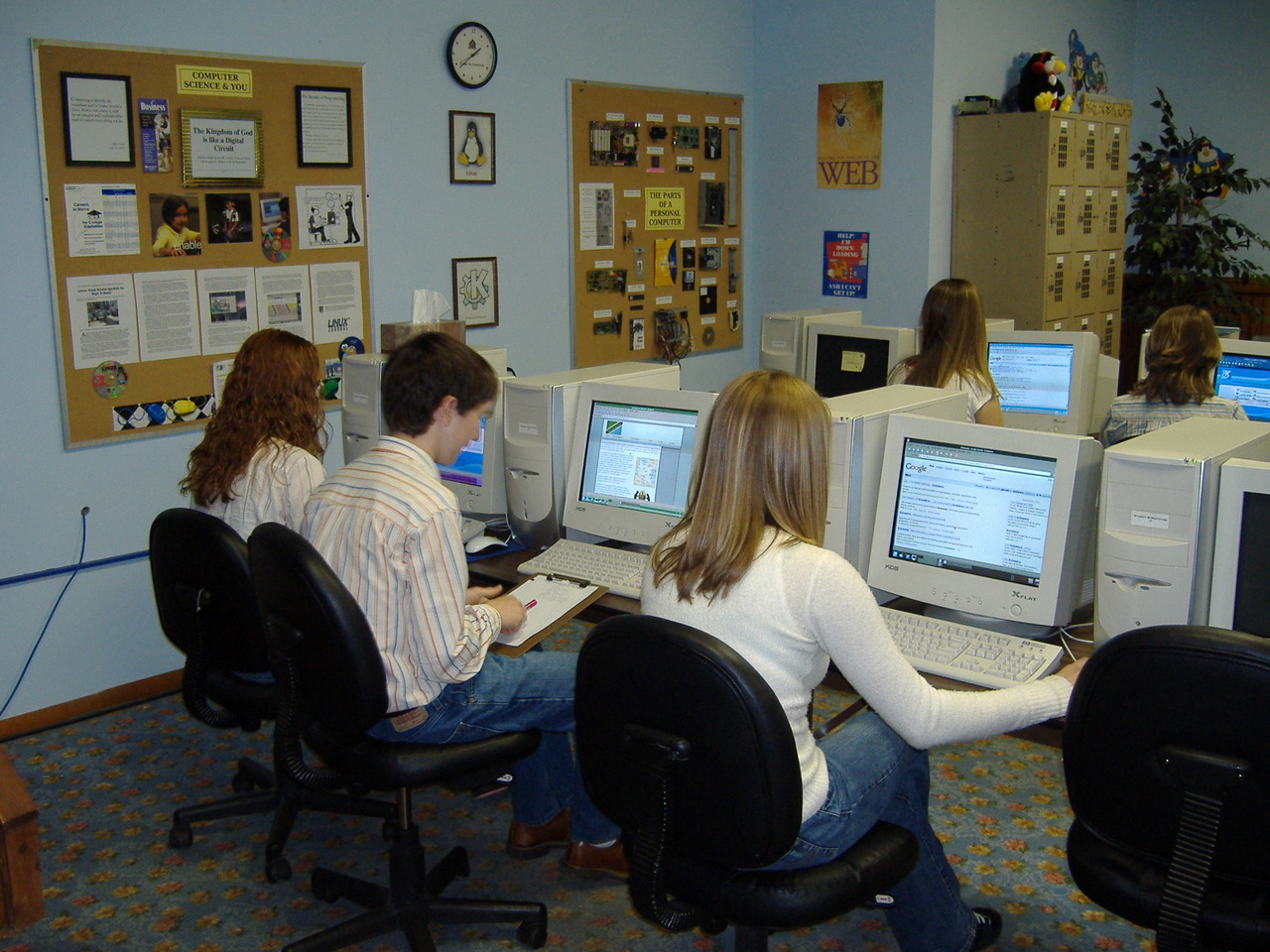

يشير الإلمام الرقمي أو المعرفة الرقمية (بالإنجليزية: Digital literacy) إلى قدرة الفرد على العثور على معلومات واضحة وتقييمها وتكوينها والاستفادة منها من خلال مختلف المنصات الرقمية والوسائط الأخرى والكتابات . يُقيَّم الإلمام الرقمي من خلال القواعد النحوية للفرد وتكوينه ومهاراته في الكتابة والقدرة على إنتاج كتابات وصور وتقنيات سمعية وتصميمية. بينما ركز الإلمام الرقمي في البداية على المهارات الرقمية وأجهزة الكمبيوتر المستقلة، فظهور الإنترنت واستخدام وسائل الإعلام الاجتماعية، تسبب في تحول بعض من تركيزها إلى الأجهزة المحمولة. لا يحل الإلمام الرقمي محل الأشكال التقليدية لمحو الأمية، بل يعتمد على المهارات التي تشكل أساس الأشكال التقليدية لمحو الأمية.
الإلمام الرقمي مبني على الدور المتزايد لأبحاث العلوم الاجتماعية في مجال محو الأمية وكذلك على مفاهيم الوعي البصري، محو الأمية الحاسوبية، والوعي المعلوماتي.
يشترك الإلمام الرقمي في العديد من المبادئ المحددة مع مجالات أخرى التي تستخدم المبدّلات أمام محو الأمية لتحديد طرق اكتساب المعرفة الخاصة بالمجال. وقد تزايدت شعبية هذا المصطلح في إعدادات التعليم والتعليم العالي ويمكن استخدامه في المعايير الدولية والوطنية. على غرار التعريفات المتوسعة الأخرى لمحو الأمية التي تعترف بالطرق الثقافية والتاريخية لصنع المغزى، لا يحل الإلمام الرقمي محل الأشكال التقليدية لمحو الأمية، عوضاً عن الاعتماد على المهارات التي تشكل أساس الأشكال التقليدية لمحو الأمية.

## التاريخ

### صعود الإلمام الرقمي
غالبًا ما يُناقش الإلمام الرقمي في سياق التربية الإعلامية السبّاقة. بدأ تعليم التربية الإعلامية في المملكة المتحدة والولايات المتحدة كنتيجة للدعاية للحرب في ثلاثينيات القرن الماضي وتصاعد الدعاية في الستينيات على التوالي. الرسائل المتلاعبة والزيادة في أشكال مختلفة من وسائل الإعلام تثير قلق المعلمين. بدأ اختصاصيو التوعية في ترويج تعليم التربية الإعلامية من أجل تعليم الأفراد كيفية الحكم والوصول إلى رسائل وسائل الإعلام التي يتلقونها. تتيح القدرة على نقد المحتوى الرقمي والوسائط للأفراد تحديد التحيزات وتقييم الرسائل بشكل مستقل.
تُشدد دانا بويد على أهمية التربية الإعلامية، خاصة بالنسبة للشباب. وهي تدافع عن أن مهارات التربية الإعلامية الهامة هي الخطوة الأولى في تحديد التحيزات في محتوى وسائل الإعلام، مثل الإعلانات عبر الإنترنت أو الإعلانات المطبوعة. تساعد المهارات التقنية ومعرفة التنقل في أنظمة الكمبيوتر الأفراد على تقييم المعلومات بأنفسهم. فالحواجز التي تعترض اكتساب المهارات التقنية والمعرفة الحاسوبية تضع حداً للأفراد من المشاركة الكاملة في العالم الرقمي.
حتى يتسنى للأفراد تقييم الرسائل الرقمية والوسائط بشكل مستقل، يجب عليهم إثبات الكفاءة في القراءة والكتابة الرقمية والوسائط. طوّرت رينيه هوبز قائمة بالمهارات التي تثبت كفاءة القراءة والكتابة الرقمية والوسائط. يتضمن كل من الإلمام الرقمي والتربية الإعلامية القدرة على فحص وفهم معنى الرسائل، والحكم على المصداقية، وتقييم جودة العمل الرقمي. يصبح الفرد الذي يعرف القراءة والكتابة رقميًا عضوًا مسؤولًا اجتماعيًا ضمن مجتمعه من خلال نشر الوعي ومساعدة الآخرين على إيجاد حلول رقمية ضمن المنزل أو العمل أو على منصة وطنية.

### التقسيم الرقمي
يشير التقسيم الرقمي إلى التباينات بين الناس -مثل أولئك الذين يعيشون في العالم المتقدم والنامي- فيما يتعلق بالوصول إلى تكنولوجيا المعلومات والاتصالات واستخدامها، ولا سيما أجهزة الكمبيوتر، والبرمجيات، والإنترنت. والأفراد في المجتمعات التي تفتقر إلى الموارد الاقتصادية لبناء البنية التحتية لتكنولوجيا المعلومات والاتصالات لا يتمتعون بالإلمام الرقمي الكافي، ما يعني أن مهاراتهم الرقمية محدودة. يمكن تفسير التقسيم الرقمي من خلال نظرية ماكس فيبر للتدرج الاجتماعي، والتي تركز على الوصول إلى الإنتاج بدلاً من ملكية رأس المال. فالأولى تصبح قادرة على الوصول إلى تكنولوجيا المعلومات والاتصالات حتى يتمكن الفرد من إنجاز التفاعل وإنتاج المعلومات أو إنشاء منتج، ومن دونها لا يستطيع المشاركة في عمليات التعلم والتعاون والإنتاج، أصبح كل من الإلمام الرقمي والوصول الرقمي عبارة عن تفاضلات تنافسية متزايدة الأهمية للأفراد الذين يستخدمون الإنترنت بشكل مفيد. تعد زيادة الإلمام الرقمي والوصول إلى التكنولوجيا للأشخاص الذين خرجوا من ثورة المعلومات على أنها اهتمام مشترك.
وجدت الأبحاث المنشورة في عام 2012 أن التقسيم الرقمي، على النحو المحدد من خلال الوصول إلى تكنولوجيا المعلومات، لا وجود لها بين الشباب في الولايات المتحدة. صدر تقرير بتقدير وقت قضاء الشباب على الإنترنت بنسبة تتراوح بين 94 و 98%، ومع ذلك، ما تزال هناك فجوة في الفرص المدنية، حيث تقل احتمالات حصول الشباب من الأسر الفقيرة وتلك التي تدرس في المدارس ذات الوضع الاجتماعي والاقتصادي على فرص لتطبيق الإلمام الرقمي لديهم. فضلًا عن أن البحوث الحالية المتعلقة بالتقسيم الرقمي تكشف عن وجود تفاوتات واضحة شخصية بين الشباب وكبار السن. يحدد التفسير أيضًا التقسيم الرقمي بين التكنولوجيا التي يصل إليها الشباب خارج المدرسة وداخل غرفة الدراسة.

### الناس الرقميون والمهاجرون الرقميون
ابتكر مارك برينسكي وعمّم مصطلحات «المهاجرون الرقميون» و «الناس الرقميون» لوصفها على التوالي لشخص مولود في العصر الرقمي وآخر اعتمد مهارات مناسبة في وقت لاحق من الحياة. يشير مصطلح المهاجر الرقمي إلى الشخص الذي يتبنى التكنولوجيا في وقت لاحق من الحياة.
يدّعي كار أن المهاجرين الرقميين، على الرغم من أنهم يتكيفون مع نفس التكنولوجيا التي يتمتع بها الناس الرقميون، فإنهم يمتلكون نوعًا من اللهجة التي تمنعهم من التواصل بالطريقة التي يعمل بها الناس الرقميون. في الواقع، تُظهر الأبحاث أنه نظرًا لطبيعة الدماغ المرنة، فإن التكنولوجيا قد غيرت الطريقة التي يقرأ بها طلاب اليوم المعلومات ويتصورونها ويعالجونها. يعتقد مارك برينسكي أن هذه مشكلة لأن طلاب اليوم لديهم مجموعة من المفردات ومعلمي المهارات (الذين في وقت هذه الكتابة سيكونون مهاجرين رقميين) قد لا يفهمونها تمامًا.
تُبيّن الإحصاءات والبيانات الشعبية المسنين على أنهم مهاجرون رقميون. على سبيل المثال، وجدت كندا في عام 2010 أن 29 % من مواطنيها بعمر 75 سنة وما فوق، و 60 % من مواطنيها الذين تتراوح أعمارهم بين 65-74 قد تصفحوا الإنترنت في الشهر الماضي. بالمقابل، وصل نشاط الإنترنت إلى 100% تقريبًا بين مواطنيها الذين تتراوح أعمارهم بين 15 و 24 عامًا.

### الزوار الرقميون والمقيمون الرقميون
على عكس بريسكي، يقترح دايفيد إس. وايت الزوار والمقيمين الرقميين. لا يترك الزوار أي أثر اجتماعي عبر الإنترنت بينما يعيش المقيمون جزءًا من حياتهم عبر الإنترنت.  يصف هذا النموذج سلسلة متصلة من السلوكيات بدلاً من أن تكون مجموعات منفصلة. من المحتمل أن يُظهر العديد من الأفراد سلوكيات الزائر والمقيم في سياقات مختلفة.

### فجوة المشاركة
صاغ المنظّر الإعلامي هنري جينكينز مصطلح الفجوة في المشاركة وميز فجوة المشاركة عن التقسيم الرقمي. وفقاً لجينكينز، فإن فجوة المشاركة هي التباين في المهارات التي تظهر عندما يكون لدى الأفراد مستويات مختلفة من الوصول إلى التكنولوجيا. يذكر جينكينز أن الطلاب يتعلمون مجموعات مختلفة من المهارات التكنولوجية إذا كان لديهم فقط الوصول إلى الإنترنت في مكتبة أو مدرسة. يلاحظ جينكينز على وجه الخصوص أن الطلاب الذين لديهم إمكانية الوصول إلى الإنترنت في المنزل لديهم المزيد من الفرص لتطوير مهاراتهم ولديهم قيود أقل، مثل حدود الوقت بالكمبيوتر ومرشحات المواقع الإلكترونية التي يشيع استخدامها في المكتبات.